# Ніж

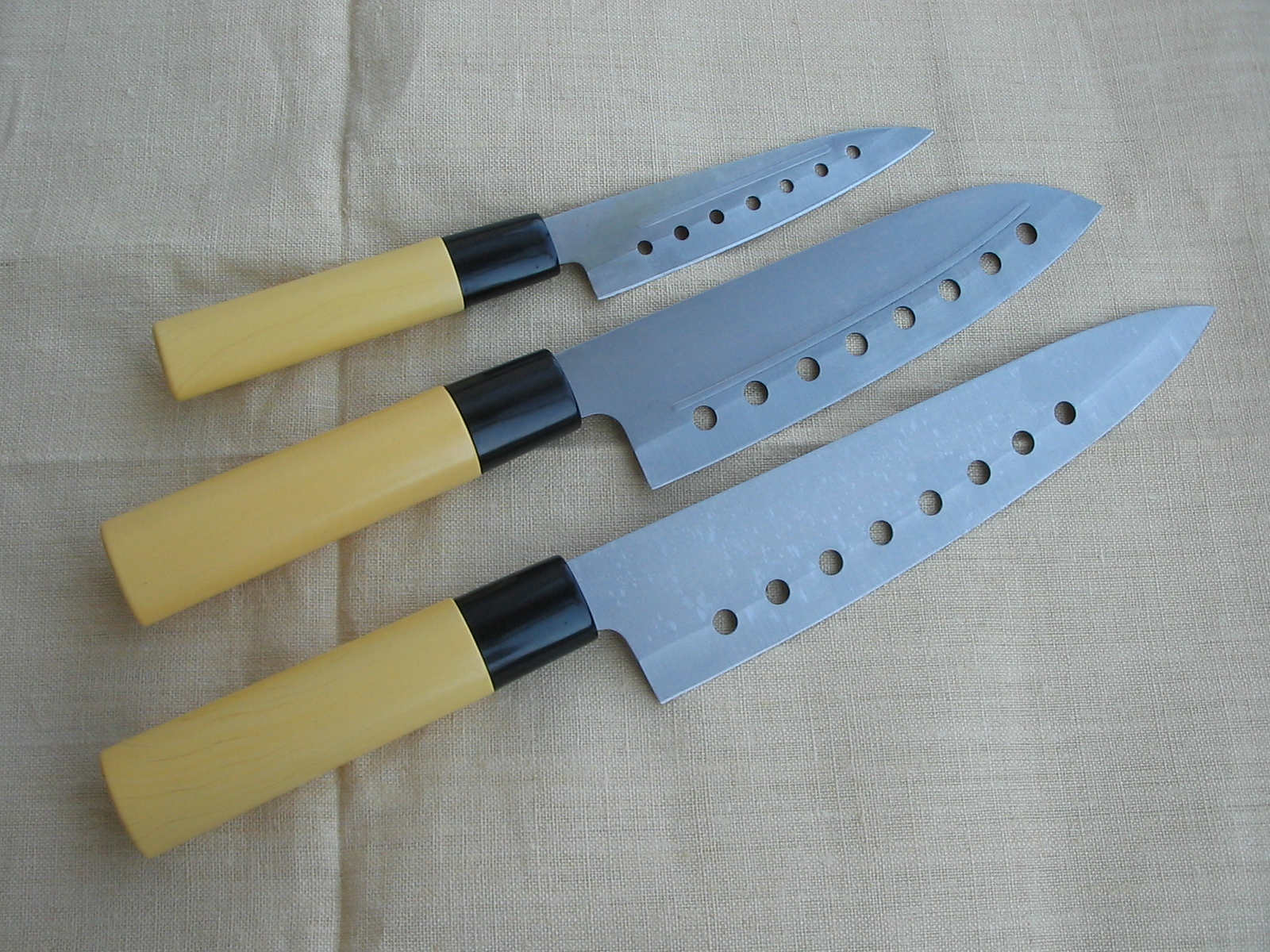
Набір кухонних ножів для приготування суші

Ніж (прасл. *nožь від *noziti — «протикати») — ріжучий інструмент, який складається з клинка — смуги твердого матеріалу (зазвичай металу) з лезом на одній або декількох сторонах. У конструкції найчастіше можна виділити клинок і руків'я. У клинка може бути виражене колюче вістря. Ножі для забою тварин також містять кровостік — жолоб задля полегшення виймання леза з тіла жертви. Ножі подібного типу, у комплексі з рядом інших ознак, за класифікацією можуть належати до холодної зброї.

## Історія

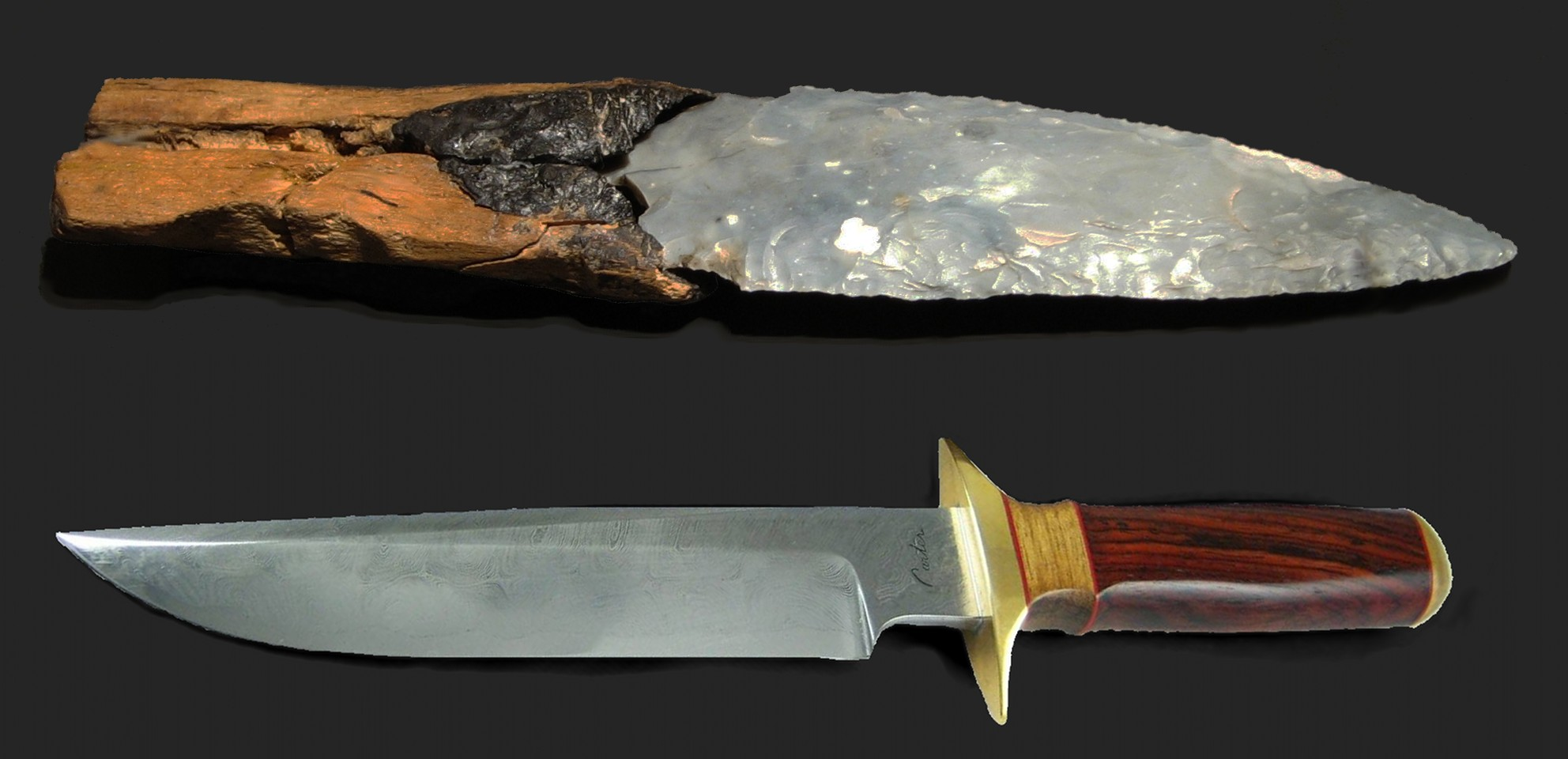
Кременевий ніж (бл. 2600 року до н. е.) та сучасний

Найдавніші ножі відомі з часів палеоліту. Першими ножами були кам'яні (найчастіше кременеві) загострені предмети, що набули згодом мигдалеподібної форми. Пізніше до ножів почали прикріплятися дерев'яні і кістяні руків'я. Така гірська порода як обсидіан дозволяла зробити найгостріші ножі досить складної форми. Також широко використовувалися ножі з кістки. Близько п'яти тисяч років тому людина навчилася добувати й обробляти метал. Спочатку це була мідь, а згодом — бронза, і мабуть перше, що зробила людина, це ніж. На території Південної Америки ножі також виготовлялися із золота. З початком залізної доби залізний ніж поступово витісняє ножі, виготовлені з бронзи. З початком промислової революції, кустарне виробництво ножів змінюється заводським, змінюється конструкція і матеріали ножів. Одними з важливих критеріїв стають технологічність і зниження собівартості. Починається розквіт складаних ножів. Дуже швидко до старих традиційних центрів виробництва ножів додаються нові, такі як Шеффілд в Англії, Золінген у Німеччині, Ескільстуна в Швеції, Златоуст у Росії тощо.

## Складові частини

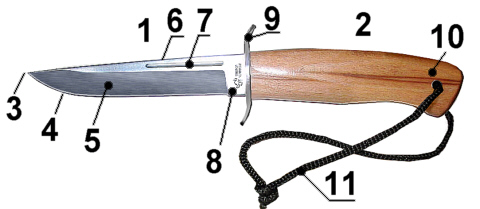
Частини ножа

Ніж складається з клинка (1) і руків'я (2). Якщо клинок до свого кінця сходиться клиноподібно в одну точку, то точка ця іменується вістрям жала (3). Загострена ріжуча сторона жала називається лезом (4) або ріжучим краєм. Лезо буває гладеньке (plain) або пилкоподібне (зубчасте лезо, серейтор). Частини леза клинка, що звужуються, називають спусками (5). Сторона, протилежна лезу, називається обухом клинка (6). Іноді на бічній поверхні (голомені) клинка виконують жолобки — доли (7), які полегшують клинок. Незагострена частина клинка, що примикає до руків'я, називається п'ятою жала (8). Колодка — основна частина руків'я, безпосередньо захоплюється рукою. Між клинком і руків'ям знаходиться хрестовина (9), також звана ще перехрестям або гардою (від фр. garde — «захист»), що оберігає кисть руки. Та частина клинка, що знаходиться всередині руків'я, та до якої яким-небудь способом кріпиться руків'я, називається хвостовиком клинка. Основні способи кріплення руків'я нескладного ножа: всадний, коли руків'я поздовжнім отвором насаджується на хвостовик, і пластинчастий, при якому руків'я утворене накладками, що кріпляться з двох сторін до хвостовика, який визначає форму руків'я (full-tang). Частина руків'я з боку долоні і обуха клинка іменується спинкою, протилежна частина з боку леза називається черевцем руків'я. Найвіддаленіша від клинка частина руків'я називається головкою (10). Іноді в головці руків'я проробляється отвір, в який пропускається темляк (11).
|  | 1. смуга 2. клинок 3. хвостовик 4. скіс обуха 5. робоча (бойова) частина 6. підйом клинка 7. обух 8. діл 9. упор для великого пальця 10. заплечики 11. голомінь 12. п'ята 13. підпальцевий радіус 14. п'ята 15. вістря (носок) 16. заточений скіс обуха 17. фальшлезо без загострення 18. ріжучий край (лезо) 19. підводи 20. ребро загострення (лінія спуску) 21. серейтор 22. гвинт хвостовика |

## Деякі типи клинків

### Бічні профілі клинків

Бічні профілі клинків

За формою можна виділити наступні основні типи клинків:
1. З прямим обухом. Клинок пристосований для різання та здатний проколювати вістрям.
2. Зі зниженням лінії обуха (drop-point). Вістря знаходиться на осі докладання сили при уколі, клинок однаково добре ріже і коле. Клинок трохи легше клинка тієї ж довжини без пониження лінії обуха. На передній частині обуха іноді виконується або «фальшлезо», утворене спусками без заточки, або друге повноцінне лезо (полуторне заточування), що допомагає клинку при уколі входити в матеріал, що розрізається.
3. З підвищенням лінії обуха (trailing-point). У клинка такого типу найбільша довжина леза, що зручно при нарізуванні нетвердих матеріалів. У деяких національних ножів з клинком подібного типу обух має заточку.
4. Клинок типу «Боуї» або «фінка»[2] (clip-point). На обуху виконаний скіс-«щучка», що наближує вістря до лінії прикладання сили при уколі. Цей клинок схожий на тип drop-point, але з більш тонким, шилоподібним вістрям. Скіс обуха також може мати заточку. Ножі з клинками такого типу особливо популярні в США.
5. Клинок типу «скрамасакс» або «козяча ніжка». Пряме лезо робить клинок пристосованим для точного контрольованого різу. Відсутність вістря унеможливлює протикання, зате ніж стає безпечнішим. Таку форму мають професійні ножі: такелажний ніж, ніж електрика, садовий ніж та інші. Іноді подібна форма зустрічається в складаних багатопредметних ножах.
6. Клинок типу «американське танто». Вважається, що історично походить від японських ножів, проте, даний вид вістря винайдений в США досить недавно, відділом фірми Cold Steel, в першу чергу для здешевлення технологічного процесу. Деякими джерелами дизайн приписується Бобу Луму. Класичні японські танто мали форму вістря № 1. Останнім часом стає досить популярним, особливо у варіанті, коли ріжуча кромка утворена спусками тільки з одного боку клинка (т. зв. «стамескова заточка»). Клинок зручний для деяких ріжучих дій (але кут вістря незручний для різання ним), а при силовому уколі менш імовірне сколювання вістря. Часто використовується як бойовий ніж.
7. Списоподібний клинок (spear-point). Вістря розташоване на середній лінії найчастіше двосічного клинка. Найчастіше використовується на кинджалах і ножах, більш пристосованих для уколу, ніж для різання (однак саме такий клинок використовується в ножах для розпечатування стільників при виробництві меду).

### Перерізи клинків

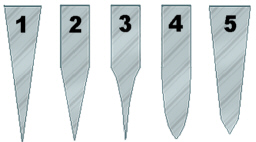
Перерізи клинків

За формою перетину можна виділити наступні основні типи:
1. Прямий клин від обуха (трикутний у перетині клинок, частіше називається скандинавським типом заточування). Завдяки малому куті ріжучої кромки і плоским спуском клинок чудово пристосований для різання. Вага клинка трохи менша, ніж у клинка зі спусками не на всю ширину. Для рубання пристосований погано через меншу міцність тонкої ріжучої крайки. Потребує якісних матеріалів і термомеханічної обробки.
2. Клинок з прямими спусками. Подібний до клинку типу 1, але ріжуча крайка утворена тупішим кутом, що дає більшу міцність і зносостійкість при погіршенні якості реза.
3. Клинок з увігнутими (бритвеними) спусками. Допомагає досягти особливої тонкості ріжучої кромки при товстому і міцному обуху. Використовується на небезпечних бритвах і ножах, де потрібна гострота леза. Іноді увігнутість спусків обумовлена технологічними причинами (спуски виконуються циліндричним обертовим різальним інструментом).
4. Клинок з опуклими (лінзовіднимі) спусками. Клинок особливої міцності при рублячих ударах.
5. Прямий клин з підводами до ріжучої кромки (часто називається європейським типом заточування). Подібний до клинку типу 1, але ріжуча кромка утворена тупішим кутом за рахунок утворення підведень біля ріжучої кромки.

## Піхви
Піхви (завжди у множині) — різновид футляра для ножа.
Піхви покликані забезпечувати:
- Можливість носіння, зберігання і транспортування ножа без ймовірності його втрати
- Безпеку користувача при носінні ножа
- Запобігання ножа від пошкоджень
- Комфортність носіння ножа і можливість швидкого приведення його у робочий стан

Піхви можуть включати в себе наступні складові частини:
- Чохол, відкритий з одного боку (цей кінець піхов іменується устям)
- Петля, гачок, кліпса, шнур чи інша деталь, що забезпечує підвіс (кріплення) піхов при носінні, зберіганні або транспортуванні ножа
- Гарнітур піхов виконаний, як правило, з металу і включає обойму і наконечник
- Тверда вкладка, що направляє клинок при вкладанні ножа в піхви, що оберігає матеріал стінок піхви від підрізання вкладеним клинком, не дає піхвам згинатися
- Застібка з допомогою кнопки, «застібки-липучки» тощо фіксують ніж у піхвах

Класичними матеріалами для піхов є дерево і (особливо часто) шкіра, також застосовуються метал, тканина, картон, пластмаси.

## Кріплення
Кріплення — система ременів для фіксації ножа на певній частині тіла. Умовно поділяються на стегнові, стегново-ремінні, ножні (на нозі) тощо.

## Матеріали виготовлення ножів

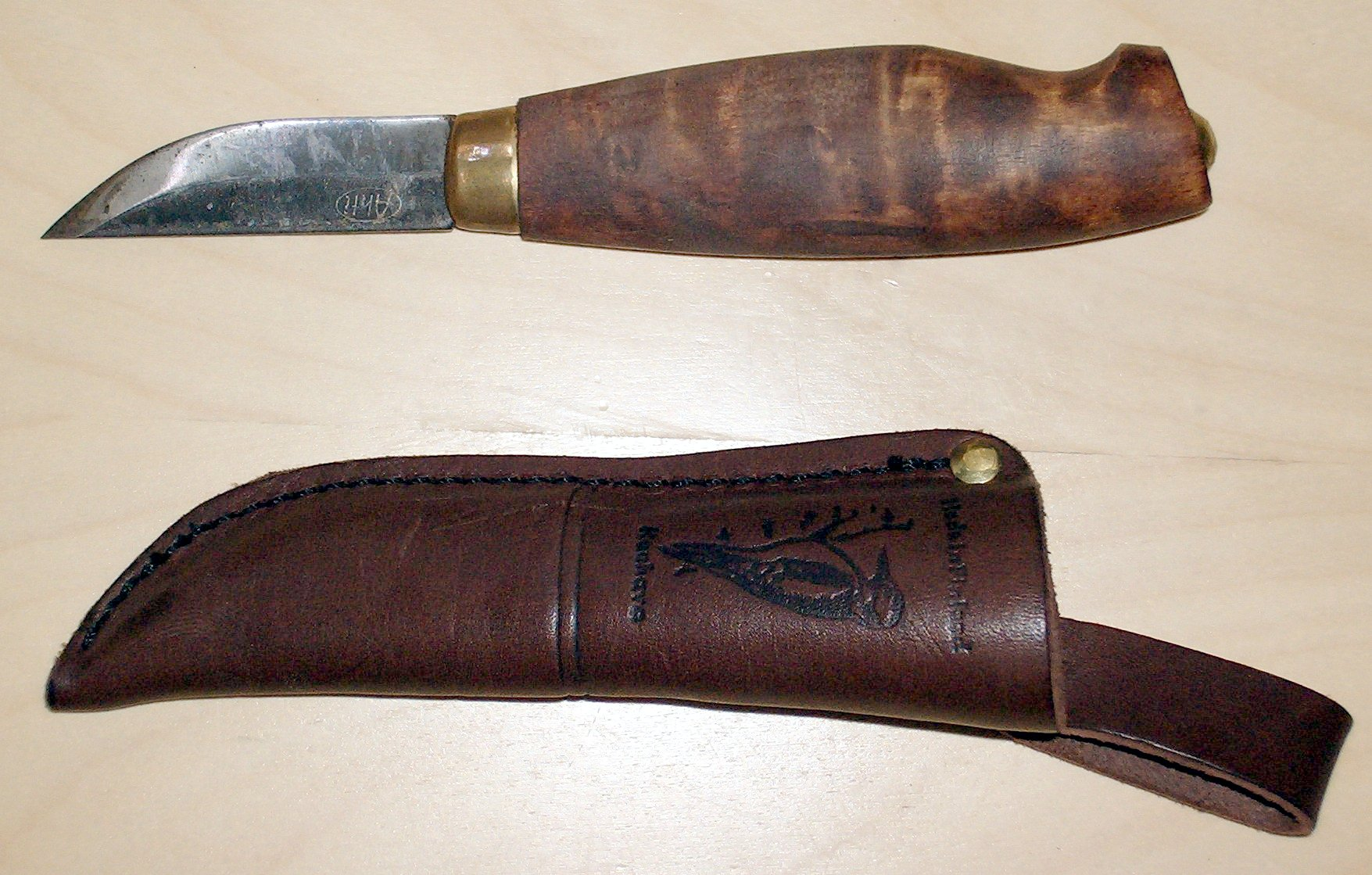
Пуукко «Ahti Tikka» з клинком з вуглецевої сталі.

Клинок — основна частина ножа. Щоб клинок ножа був по можливості стійким, зміг витримувати без пошкоджень особливі навантаження, не іржавів і завжди залишався гострим, використовують різного роду добавки до сплавів металів клинків. Хоча сучасні технології дозволяють поліпшити якість матеріалів — без компромісів тут не обійтися. Спритні маркетологи індустрії ножів постійно стверджують, що вони знайшли оптимальний матеріал для клинків, але до «курки, яка несе золоті яйця» тут ще, м'яко кажучи, досить далеко.
У теперішній час клинки ножів виготовляються найчастіше з вуглецевої або легованої сталі, що підлягає спеціальній термомеханічній обробці. Для сталі клинка важливі такі властивості, як твердість, ударна в'язкість, зносостійкість, корозійна стійкість і т. д.. Останнім часом помітна зацікавленість до використання сталей з особливо рівномірною структурою (наприклад, «порошкові» CPM-сталі). Вони впливають на більшу міцність матеріалу або навпаки до утворення нерівномірностей — твердих структур у в'язкій «матриці» матеріалу (булат та дамаск — «візерункові сталі»). Також ведуться пошуки нових матеріалів, відомі ножі з клинками з кераміки, кобальто-хромових і титанових сплавів, композиційних матеріалів і т. д..
Але використання твердих лез ножа не догма: для обробки м'яких продуктів і матеріалів успішно застосовуються м'які метали (відпущене залізо, мідь). Гарячий хліб, наприклад, зручніше розрізати саме таким тонким ножем з нерівною (відбитою) ріжучою поверхнею. Такий ніж легко тупиться, але також легко і швидко приводиться в робочий стан.

### Основи сплавів
При розгляді сортів сталі, що використовуються для виготовлення ножів, кидається в очі, що всі виробники використовують різні сорти, що пояснюється в кожному окремому випадку філософією, якої дотримується та чи інша фірма або той чи інший майстер. Палітра сортів сталі охоплює сорти, починаючи з вуглецевих сталей, далі класичні нержавіючі сталі і, нарешті, порошкові сорти сталі. Специфічні властивості кожного сорту сталі визначають мету його застосування. Наприклад, іржавіюча вуглецева сталь напевно не підійде для виготовлення ножів, що використовуються на морі, тому кожна фірма або майстер перед вибором сорту сталі неодмінно повинні знати, у яких умовах їх ніж згодом буде використовуватися. Розрізняють нелеговані сталі з максимальним вмістом вуглецю 1,7 % і леговані сталі з домішкою до вуглецю таких елементів, як хром молібден, ванадій, марганець і т. д., кожен з яких приносить в той чи інший сорт сталі свої власні якості. У порошкової сталі вміст вуглецю в результаті спеціального процесу підвищується до 2,2 %.
Вирішальним фактором для того, щоб сталь добре тримала заточку, є, зрозуміло, її твердість, що вказується в одиницях за шкалою Рокуелла. Ступінь твердості можна визначити, якщо вдавлювати в сталь алмазну кульку, докладаючи певне зусилля. Глибина проникнення кульки в сталь визначає ступінь її твердості. Правила досягнення певної твердості для того чи іншого сорту сталі визначають залежно від здатності сплаву сталі тримати заточку. Селективна твердість, тобто поєднання в клинку частин з різним ступенем твердості, ще більше покращують його якість, наприклад, коли лезо має велику твердість, ніж обух клинка. Таке вдале поєднання об'єднує тверде і гостре лезо, здатне добре тримати заточку, з гнучкішим обухом, здатним краще протистояти поперечним навантаженням. Такий варіант, однак, можливий тільки зі сталлю, що не має домішок хрому.
Сплави на основі кобальту були розроблені для деталей авіаційних турбін, що зазнають великі навантаження і здатних витримувати, в першу чергу, граничні механічні навантаження, вплив високих температур і бути дуже стійкими проти корозії. Мова йде про деформівні сплави з дуже високим вмістом карбіду, де залізо замінюється кобальтом. За рахунок вихідної твердості процес обробки клинка дуже трудомісткий і коштує досить дорого. Перевагою тут є висока зносостійкість леза при роботі з відносно м'якими матеріалами, такими, як м'ясо, дерево і троси, крім того, сплав відрізняється дуже високими антикорозійними властивостями. Великі навантаження у вигляді ударів можуть створювати проблеми, так як при зіткненні з твердими матеріалами лезо просто гнеться, тому перед використанням необхідно передбачити ті навантаження, які буде нести на собі матеріал при виконанні тієї чи іншої роботи.
Титан є присутнім як окис в таких мінералах, як рутил та ільменіт. Він зустрічається в земній корі дуже часто, та займає 9-е місце; так, його можна виявити в більшості на поверхневих порід! Титан знаходить застосування головним чином в авіаційній і космічній техніці, у хімічній промисловості (завдяки його міцності), а також у медицині — для виготовлення імплантатів. Титан володіє такими властивостями, як міцність, має на 40 % меншу вагу, ніж у сталі, антимагнетизм, біологічна сумісність і здатність змінювати колір в результаті анодування; але особливо важливою властивістю є його корозійна стійкість. На поверхні титану вже при кімнатній температурі утворюється міцна, оксидна плівка, що самовідновлюється, вона позбавлена пор і перешкоджає утворенню корозії протягом тривалого часу.
Серед усіх титанових сплавів бета-титановий сплав володіє найбільшою твердістю. Для клинків підходить бета-титановий сплав, що складається на 75 % з титану nf на 25 % з алюмінію, ванадію, хрому і молібдену. Серед усіх титанових сплавів бета-титановий сплав володіє найбільшою твердістю.
При дуже міцній структурі зносостійкість титану значно вище. З точки зору виготовлення титан безсумнівно належить до найбільш «вередливих» матеріалів. Він дуже погано проводить тепло. При промисловому заточенні титанових клинків за допомогою брусків або абразивних стрічок можна незабаром побачити, що високі температури, які виникають під час заточування, призводять до небажаної деформації заготовки клинка (хвилеутворення). Щоб виготовити бездоганний клинок, необхідні спеціальні інструменти та відповідний кут заточки.
Ще більшою якістю, чим бета-титанові сплави, мають титано-карбідні сплави. Методи порошкової металургії дозволяють наступне: в процесі спікання, до м'якої титанової структури підмішуються карбіди (твердість за Віккерсом понад 3000, за Роквеллом вже не піддається вимірюванню). Так само як і у сталі, карбіди підвищують тут у багато разів здатність матеріалу тримати заточку.

### Домішки
Вуглець є найважливішим елементом в складі сталі. При вмісті вуглецю починаючи з 0,4 % сталь вже піддається загартуванню. При зростанні вмісту вуглецю підвищується твердість клинка, а також збільшується карбідне утворення. Карбіди — це дуже тверді речовини, які утворюються в результаті хімічних сполук надлишків вуглецю з іншими компонентами сплаву, з такими як, наприклад, хромом або ванадієм. Чим більше в сталі карбідів, тим краще вона тримає заточку, але заточувати її при цьому важче. При вмісті вуглецю 2,3 % сталь перетворюється на чавун.
Хром, якщо він присутній в достатній кількості, то забезпечує корозійну стійкість сталі. При вмісті хрому 13,4 % сталь вважається нержавіючою. Більшість сортів сталі інертні по відношенню до корозії і залежно від умов навколишнього середовища та часу, протягом якого вони піддаються зовнішнім впливам, завжди починають іржавіти. При збільшенні вмісту хрому в структурі металу також утворюються дуже тверді хром-карбіди.
Молібден вважається в цілому тим елементом, який облагороджує сталь. Молібден крім того, підвищує корозійну стійкість і гнучкість сталі, тому що забезпечує рівномірний розподіл хрому в структурі металу, а також сприяє рівномірній твердості по всій товщині сталевої деталі.
Ванадій сприяє утворенню карбідів і дрібнозернистої структури, завдяки чому сталь стає жароміцною і дуже добре тримає заточку.
Марганець також підвищує гнучкість сталі і покращує її механічні якості.
Кремній підвищує міцність сталі, однак сталеварам слід стежити потім, щоб домішки цього елемента в сталі було не дуже багато, інакше метал стане крихким.

### Неметалеві матеріали виготовлення
Ножі з керамічними клинками з'явилися на ринку вже наприкінці 80-х років; спочатку це були тільки кухонні ножі, але потім і складні ножі загального призначення. Кераміка як матеріал для клинків підрозділяється на дві групи: звичайна кераміка, з якої виготовляють посуд і яка складається з глини, польового шпату і води, та технічна кераміка, яка виробляється штучним шляхом з неорганічних матеріалів, таких, як окис алюмінію, карбід кремнію або окис цирконію (ZrO2). Остання найкраще підходить для виготовлення клинків, так як відрізняється надзвичайною пружністю, і, тим самим, зводить до мінімуму небезпеку виникнення тріщин, поломки клинка або леза. Окис цирконію з певною зернистістю під високим тиском впресовується разом із в'яжучим матеріалом у металеву форму клинка, після чого спікається. У процесі спікання кристалічні зерна цирконію спочатку плавляться, а потім впікаються в заготовку клинка.
- Переваги керамічного клинка очевидні: відсутність корозії, не проводить струм, висока зносостійкість, надзвичайно висока твердість, невелика вага, а також антимагнітні властивості.
- До недоліків відносять ламкість під час сильних ударів і порівняно дорога подальша заточка. При вирішенні питання про те, вибрати або не вибрати керамічний клинок також слід виходити з майбутньої області застосування такого ножа.

Серед синтетичних матеріалів у майстрів та промислових фірм-виробників великою популярністю користується термореактивна пластмаса (дуропласт). Перевага цього матеріалу не в останню чергу полягає в простій механічній обробці фрезою або на точильному верстаті, що дозволяє легко надати клинку різних форм. Але при цьому не слід переоцінювати можливості синтетичного матеріалу як леза, попри те що ця група матеріалів стала знаменитою завдяки своїй надзвичайно високій стійкості. Ріжучу здатність такого клинка можна поліпшити за рахунок нарізування зубів, правда в цьому випадку клинок буде більше рвати, ніж різати, тому клинки з пластмаси розраховані, насамперед, на протикання матеріалу.
Термореактивні пластмаси (дуропласти) можуть змінювати свої хімічні властивості в процесі обробки до придбання остаточної форми. У процесі реакції вони об'єднуються в просторову решітку. Таке затвердіння в результаті зміни молекулярної структури необоротно: після того як дуропласт придбав якусь «форму», він вже не може зазнати будь-яких змін. Як і у термопластичних пластмас тут також є матриця, де укладені волокна. Для виготовлення пластмас, посилених довгими волокнами, в промисловості як матриця використовуються зокрема поліефірні, епоксидні, фенольні і акрилові смоли. До найпоширеніших видів довгих волокон відносяться скловолокно, вуглецеве волокно або природні волокнисті матеріали, такі, як льон чи папір. Скловолокно вже багато років використовується як підсилювальне волокно термореактивних пластмас. У першу чергу беруть високоякісне безлужне скло, чия міцність на розрив по ряду показників вище, ніж у сталі. За рахунок невеликої щільності (2,5 г/см³) у порівнянні з щільністю сталі (г/см³) і алюмінію (2,7 г/см³) завдяки меншій вазі виникають значні переваги в міцності. Скловолокна, крім того, не горять, тому безпечні в пожежному відношенні. Скловолокно можна обробляти двома способами: можна, наприклад, як це роблять з іншими матеріалами для накладок, відшліфувати, а потім відполірувати контур рук, після чого вилощити або піддати піскоструминній обробці, При такому способі обробки скловолокнисті з'єднання перериваються і виникає цікавий ефект шаруватості.
У руків'ях можуть застосовуватись дерево (або кора для легкості), метал, шкіра, гума, багато синтетичних матеріалів.
Матрицею при виготовленні руків'їв ножів є, загалом, смоли.

## Ритуальне значення

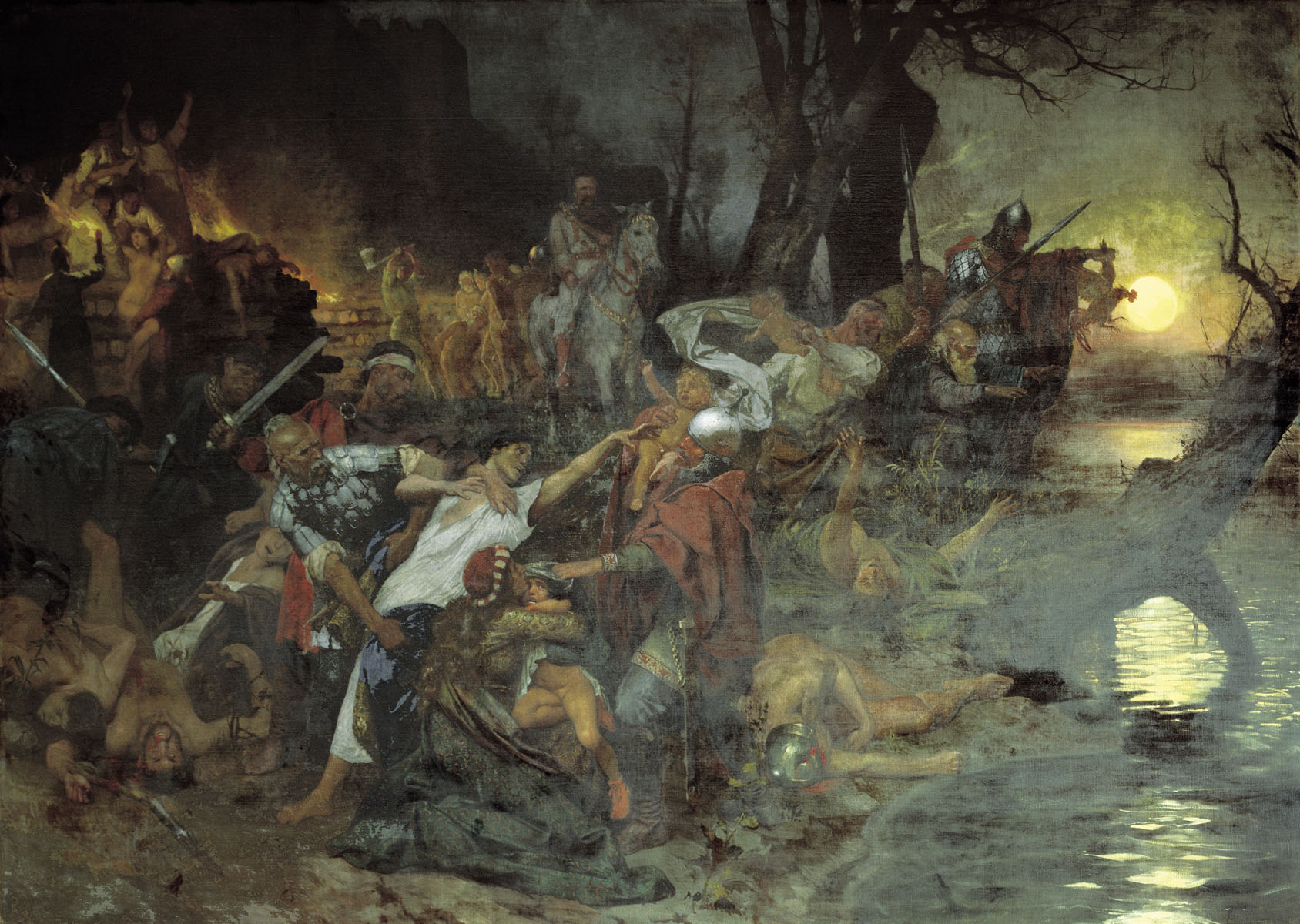
Тризна воїнів Святослава

У культурі різних народів ніж грає значну роль. Будучи найчастіше обов'язковим елементом одягу, ніж бере участь в обряді ініціації (одержання в певному віці свого ножа означає визнання повноліття, дієздатності людини). Ніж супроводжував людину від народження до смерті (і іноді після неї в потойбічному світі). У колиску немовляті клали ніж як оберіг. У похованнях різних епох і народів знаходять ножі.
Під час Коліївщини гайдамаки проводили освячення ножів.
У Фінляндії відомий такий спосіб сватання: молода людина вкладає свій ніж у піхви, якщо дівчина не виймає ніж, призначається весілля. На Філіппінах ніж (крис) міг заміщати свого господаря на бенкеті.
Агнець з просфори в ході православної літургії виймається спеціальним ножем — копієм, що належить до богослужбових посудин.
У багатьох народів відомі ритуальні ножі для жертвопринесень.
У Японії існував спеціальний ніж (кусунгобу) для здійснення ритуального самогубства (сеппуку). Особливим ножем відбувається обрізання. Одні з перших рунічних написів в магічних цілях виконані на ножі.
В Індонезії є ритуал взаємного обміну кинджалами, що означає вічну нерозривну дружбу.

### Забобони
У деяких народів вважається, що не можна дарувати комусь ніж — це може привести до сварки і погіршення відносин. Щоб уникнути цього, той кому дарять ніж робить символічну «покупку» — дає монетку тому хто дарує.
Ніж, кинутий в смерч, може його зупинити, завдавши шкоди злому духу вихору. Ніж, встромлений в одвірок з середини приміщення, захищає будинок від вторгнення нечистої сили.
Ніж бере участь у багатьох магічних і ритуальних діях, так, наприклад, легендарні перевертні перетворювалися на диких тварин, перестрибнувши через ніж, встромлений у пень.
За допомогою ножа відьми, нібито, псували корів. Для цього в потрібному корівнику встромляє ніж, з прив'язаною до нього мотузкою, і вимовлялося заклинання, після чого мотузка опускалась в дійницю, і з корови видоювати молоко. Після цього корову можна було тільки з'їсти, молока вона вже не давала.
Американські індіанці висвердлювали у вістрі ножа отвір — око. Ніж цим оком бачив — і господаря свого ніколи не різав.
В індонезійців вважається великим проступком втрата подарованого на повноліття ножа.

## Ножі як холодна зброя

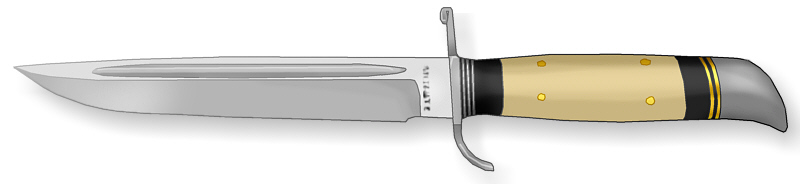
Ножі, що використовувались НКВС за часів СРСР

Ножі — важливий елемент озброєння народів Великого Степу з найдавніших часів, від скіфів до козаків.
У часи Русі ніж на поясі був ознакою вільного дорослого чоловіка, захисника свого дому і громади.
У часи Козаччини відомі криві ножі (одна з назв — колодач).

## Види ножів
| Фото | Назва           | Опис                             |
| ---- | --------------- | -------------------------------- |
|      | Захалявний ніж  |                                  |
|      | Колодач         |                                  |
|      | Мачете          |                                  |
|      | Кукрі           |                                  |
|      | Наваха          |                                  |
|      | Ніж боуї        |                                  |
|      | Ніж виживання   |                                  |
|      | Ніж дамаський   |                                  |
|      | Ніж метальний   |                                  |
|      | Ніж мисливський |                                  |
|      | Ніж туристичний |                                  |
|      | Ніж скелетний   |                                  |
|      | Ніж складаний   |                                  |
|      | Ніж японський   |                                  |
|      | Скісок          | Господарський ніж з уламків коси |
|      | Улю             |                                  |
|      | Ніж Шиліна      |                                  |
|      | Керамічний ніж  |                                  |

### Спеціальні ножі
- Ніж пасічницький
- Шкафа (шкахва, скафа, скахва) — чинбарський ніж для міздрювання овчини.
- Обтинач — ковальський ніж для обтинання копит
- Ґнип (книп) — короткий чоботарський ніж
- Штрихіль — лопаткоподібний ніж для зішкребання шерсті при вичинюванні шкіри[3]
- Садовий ніж
- Очкувальний ніж
- Полільницький ніж